# بيجارية
البيجارية (الاسم العلمي:Bejaria) هي جنس من النباتات يتبع الفصيلة الخلنجية من رتبة الخلنجيات.

## أنواع البيجارية
- بيجارية آسية الورق
- بيجارية جرداء
- بيجارية راتينجية
- بيجارية سنانية
- بيجارية شاحبة
- بيجارية صغيرة
- بيجارية صغيرة الأزهار
- بيجارية صغيرة الأوراق
- بيجارية عثكولية
- بيجارية عنقودية
- بيجارية فلوريدية
- بيجارية كثيرة الأزهار
- بيجارية كوبية
- بيجارية لاطئة
- بيجارية ليمانية
- بيجارية متلوية
- بيجارية مسننة
- بيجارية هلبية
- بيجارية إمثورنية